# Hypsoma

Puntos de exaltación (verde) y depresión (rojo) de los siete planetas.

Hypsoma (acadio: ašar-nisirti o bit-nisirti, «lugar oculto»; griego antiguo: ύ̓ψωμα. «elevación»; plural: hypsomata) es el término astronómico griego que designa el punto más alto de la eclíptica o el punto de inflexión de un cuerpo celeste, visto desde la Tierra (perspectiva geocéntrica).
En la astronomía babilónica, el punto de inflexión más alto se llamaba «lugar secreto» o «lugar oculto». Es donde tenemos la primera mención del fenómeno. En documentos astronómicos e históricos de Babilonia y Asiria, muchas estrellas y planetas tienen su hypsoma. Los hypsomas de estrellas y planetas se describen en el Astrolabio B y en el mul.APIN: cada estrella del camino del dios Ea tiene su hypsoma especial.
Astrológicamente, el hypsoma, «exaltación» (del latín exaltatio) o «aumento» de un planeta es el signo o punto del zodíaco donde el planeta tiene su mayor efecto. En los registros de la astronomía egipcia, el sol, como encarnación de Ra, alcanza su mayor poder en la constelación de Aries. En la astrología babilónica, que se remonta aún más atrás en el tiempo, la posición de un planeta en el «lugar oculto» se asociaba al hecho de que esta posición planetaria representaba un presagio favorable o más propicia, a diferencia de la astrología helenística. Además, no se dan grados zodiacales para los «lugares ocultos» babilónicos y, en algunos casos, las posiciones de los planetas se dan como «en el lugar oculto», aunque su posición concreta ni siquiera corresponde al signo zodiacal correspondiente del «lugar oculto».
Las exaltaciones son opuestas a las «depresiones» o «caídas» (griego: ταπείνωμα, tapeinoma) de los planetas, donde se dice que están situados de forma desfavorable.
En su Tetrabiblos, Claudio Ptolomeo dio una explicación para la asignación de los signos, que puede parecer algo artificiosa en algunas partes, pero que no deja de ser una explicación. No menciona las posiciones planetarias de la exaltación.
Los hypsomas de los planetas en el zodíaco de doce partes con secciones de 30° probablemente no se crearon antes del siglo V a. C., ya que el zodíaco de doce partes se documentó por primera vez en Babilonia en ese siglo. La explicación dada por Ptolomeo de la elevación de un planeta en determinados signos es bastante enrevesada en algunos puntos, pero el significado de las longitudes eclípticas (es decir, los grados dados) del hypsoma sigue siendo completamente desconcertante, a menos que se siga la teoría del astrólogo Cyril Fagan de que los hypsomas corresponden a determinadas posiciones de los planetas, todo lo cual ocurrió en el año 786 a. C. 
En ese año se dedicó en Nimrud, capital de Asiria, un templo al dios Nabu, y las posiciones del sol, la luna y Venus el 1 de Nissan (nombre acadio del primer mes del calendario babilónico) se corresponden con las «exaltaciones» tradicionales, según Fagan. Sin embargo, la teoría de Fagan contradice el hecho de que el zodíaco sólo pueda rastrearse hasta el siglo V a. C. Además, no se daban grados zodiacales para los «lugares ocultos» babilónicos; a veces las posiciones de los planetas se daban como «en el lugar oculto», aunque su posición específica ni siquiera corresponde al signo zodiacal correspondiente del «lugar oculto».